# Заступник керівника військово-морськими операціями
Заступник керівника військово-морськими операціями або віцекерівник військово-морськими операціями (англ. Vice Chief of Naval Operations, VCNO) — друга в ієрархії Військово-морських сил США військова посадова особа в ранзі чотиризіркового адмірала, яка є головним та безпосереднім заступником керівника військово-морськими операціями у Департаменті військово-морських сил США.

## Роль
Вище керівництво Департаменту ВМС США складається з двох цивільних осіб, секретаря ВМС (SECNAV) і його заступника (USECNAV), а також чотирьох вищих офіцерів в органах управління двох видів Збройних сил США: Офісі керівника військово-морських операцій (OPNAV) і штабі морської піхоти (HQMC).
Заступник керівника військово-морськими операціями є головним заступником начальника військово-морських операцій (CNO). Він також може виконувати інші делеговані обов'язки, які або секретар ВМС, або керівник військово-морських операцій визначає йому або їй. Якщо керівник військово-морських операцій відсутній або не може виконувати свої обов'язки, то заступник начальника перебирає на себе його обов'язки та відповідальність. В Офісі керівника військово-морських операцій, хоча в нього є кілька заступників (DCNO), адміралів з трьома або двома зірками, втім є лише один прямий заступник керівника військово-морськими операціями (VCNO).
На цю посаду призначає президент Сполучених Штатів і кандидатуру затверджується більшістю голосів Сенату. Хоча в статуті немає ні фіксованого терміну, ні обмеження строку; історичний прецедент полягає в тому, що заступник керівника військово-морських операцій служить протягом двох-трьох років.

## Список заступників керівника військово-морськими операціями
| №  | Заступник керівника                                                   | Фото | Початок повноважень | Закінчення повноважень | Прим. |
| -- | --------------------------------------------------------------------- | ---- | ------------------- | ---------------------- | --- |
| 1  | віцеадмірал (адмірал) Фредерік Горн (14 лютого 1880 — 18 жовтня 1959) |      | 26 березня 1942     | 2 вересня 1945         | |
| 2  | адмірал Річард Едвардс (18 лютого 1885 — 2 червня 1956)               |      | 1945                | 14 січня 1946          | |
| 3  | адмірал Девітт Клінтон Рамсі (2 жовтня 1888 — 7 вересня 1961)         |      | 15 січня 1946       | 3 січня 1948           | Командувач Тихоокеанського Командування та Тихоокеанського флоту (1948—1949) |
| 4  | віцеадмірал Артур Редфорд (27 лютого 1896 — 17 серпня 1973)           |      | січень 1948         | квітень 1949           | 2-й голова Об'єднаного комітету начальників штабів США (1953—1957), командувач Тихоокеанського флоту США (1949—1953) |
| 5  | віцеадмірал Джон Дейл Прайс (18 травня 1892 — 18 грудня 1957)         |      | 1949                | 1950                   | |
| 6  | адмірал Лінде Маккормік (12 серпня 1895 — 16 серпня 1956)             |      | 1950                | 1951                   | Командувач Атлантичного Командування ЗС (1951—1954), Атлантичного флоту (1951—1954), Верховний головнокомандувач ОЗС НАТО в Атлантиці (1952—1954)                                                                                                 |
| 7  | адмірал Дональд Дункан (1 вересня 1896 — 8 вересня 1975)              |      | 1951                | 1956                   | |
| 8  | адмірал Гаррі Фелт (21 червня 1902 — 25 лютого 1992)                  |      | 1956                | 1958                   | Командувач Тихоокеанського флоту США (1958—1964) |
| 9  | адмірал Джеймс Сарджент Рассел (22 березня 1903 — 14 квітня 1996)     |      | 21 липня 1958       | вересень 1961          | Командувач Об'єднане командування ОЗС НАТО в Південній Європі (1961—1965) |
| 10 | адмірал Клод Рікеттс (23 лютого 1906 — 6 липня 1964†)                 |      | 25 вересня 1961     | 6 липня 1964†          | помер на посаді |
| 11 | адмірал Горасіо Ріверо (16 травня 1910 — 24 вересня 2000)             |      | липень 1964         | січень 1968            | Командувач Об'єднане командування ОЗС НАТО в Південній Європі (1968—1972) |
| 12 | адмірал Бернард Клері (4 травня 1912 — 15 червня 1996)                |      | січень 1968         | грудень 1970           | Командувач Тихоокеанського флоту США (1970—1973) |
| 13 | адмірал Ральф Казінс (24 липня 1915 — 5 серпня 2009)                  |      | 1970                | 1972                   | Командувач Атлантичного Командування ЗС (1972—1975), Атлантичного флоту (1972—1975), Верховний головнокомандувач ОЗС НАТО в Атлантиці (1972—1975)                                                                                                 |
| 14 | адмірал Моріс Вейзнер (20 листопада 1917 — 15 жовтня 2006)            |      | 1972                | 1973                   | Командувач Тихоокеанського Командування ЗС США (1976—1979), Тихоокеанського флоту (1973—1976) |
| 15 | адмірал Джеймс Голловей III (23 лютого 1922 — 26 листопада 2019)      |      | вересень 1973       | 1974                   | 20-й керівник військово-морськими операціями (1974—1978) |
| 16 | адмірал Ворт Беглі (29 липня 1924 — 9 жовтня 2016)                    |      | червень 1974        | липень 1975            | |
| 17 | адмірал Гарольд Шир (6 грудня 1918 — 1 лютого 1999)                   |      | 1975                | 1977                   | Командувач Об'єднане командування ОЗС НАТО в Південній Європі (1978—1980) |
| 18 | адмірал Роберт Лонг (29 травня 1920 — 27 червня 2002)                 |      | липень 1977         | квітень 1979           | Командувач Тихоокеанського Командування ЗС США (1979—1983) |
| 19 | адмірал Джеймс Воткінс (7 березня 1927 — 26 липня 2012)               |      | квітень 1979        | 1981                   | 22-й керівник військово-морськими операціями (1982—1986); 6-й Міністр енергетики США (1989—1993) |
| 20 | адмірал Вільям Смол (22 лютого 1927 — 9 грудня 2016)                  |      | 1981                | 1983                   | Командувач Об'єднане командування ОЗС НАТО в Південній Європі (1983—1985) |
| 21 | адмірал Рональд Гейз (19 серпня 1928 — 11 січня 2021)                 |      | 1983                | 1985                   | Командувач Тихоокеанського Командування ЗС США (1985—1988) |
| 22 | адмірал Джеймс Бьюзі IV (2 жовтня 1932 — 21 квітня 2023)              |      | вересень 1985       | березень 1987          | Командувач Об'єднане командування ОЗС НАТО в Південній Європі (1987—1989) |
| 23 | адмірал Гантінгтон Гардісті (3 лютого 1929 — 1 жовтня 2003)           |      | березень 1987       | 1988                   | Командувач Тихоокеанського Командування ЗС США (1988—1991) |
| 24 | адмірал Леон Едні (нар. 1 березня 1935)                               |      | серпень 1988        | травень 1990           | Командувач Атлантичного Командування ЗС (1990—1992), Верховний головнокомандувач ОЗС НАТО в Атлантиці (1990—1992) |
| 25 | адмірал Джером Джонсон (нар. 21 вересня 1935)                         |      | травень 1990        | липень 1992            | |
| 26 | адмірал Стенлі Артур (нар. 27 вересня 1935)                           |      | 6 липня 1992        | 1995                   | |
| 27 | адмірал Джозеф Прюхер (нар. 25 листопада 1942)                        |      | квітень 1995        | 1996                   | Командувач Тихоокеанського Командування ЗС США (1996—1999) |
| 28 | адмірал Джей Л. Джонсон (нар. 5 червня 1946)                          |      | квітень 1996        | серпень 1996           | 26-й керівник військово-морськими операціями (1996—2000) |
| 29 | адмірал Гарольд Гехман (нар. 15 жовтня 1942)                          |      | вересень 1996       | вересень 1997          | Командувач Атлантичного Командування ЗС (1997—1999), Міжвидового Командування ЗС (1999—2000), Верховний головнокомандувач ОЗС НАТО в Атлантиці (1997—2000)                                                                                        |
| 30 | адмірал Дональд Піллінг (4 червня 1943 — 26 травня 2008)              |      | жовтень 1997        | жовтень 2000           | |
| 31 | адмірал Вільям Феллон (нар. 30 грудня 1944)                           |      | жовтень 2000        | серпень 2003           | Командувач Атлантичного флоту/сил флоту США (2003—2005), Тихоокеанського Командування ЗС США (2005—2007), Центрального Командування ЗС США (2007—2008)                                                                                            |
| 32 | адмірал Майкл Маллен (нар. 4 жовтня 1946)                             |      | серпень 2003        | серпень 2004           | Командувач Об'єднаного командування ОЗС НАТО Неаполь (2004—2005), Командувач військово-морських сил США в Європі (2004—2005), Керівник військово-морськими операціями (2005—2007), Голова Об'єднаного комітету начальників штабів США (2007—2011) |
| 33 | адмірал Джон Натмен (нар. 11 квітня 1948)                             |      | серпень 2004        | лютий 2005             | Командувач сил флоту США (2005—2007) |
| 34 | адмірал Роберт Віллард (нар. 5 грудня 1950)                           |      | 18 березня 2005     | 5 квітня 2007          | Командувач Тихоокеанського Командування ЗС США (2009—2012), Тихоокеанського флоту (2007—2009) |
| 35 | адмірал Патрик Волш (нар. 13 січня 1955)                              |      | 5 квітня 2007       | 13 серпня 2009         | Командувач Тихоокеанського флоту (2009—2012) |
| 36 | адмірал Джонатан Грінерт (нар. 15 травня 1953)                        |      | 13 серпня 2009      | 22 серпня 2011         | 30-й керівник військово-морськими операціями (2011—2015) |
| 37 | адмірал Марк Фергюсон III (нар. 30 жовтня 1956)                       |      | 22 серпня 2011      | 1 липня 2014           | Командувач Об'єднаного командування ОЗС НАТО Неаполь (2014—2016), ВМС США у Європі та Африці (2014—2016) |
| 38 | адмірал Мішелл Говард (нар. 30 квітня 1960)                           |      | 1 липня 2014        | 31 травня 2016         | Командувач Об'єднаного командування ОЗС НАТО Неаполь (2016—2017), ВМС США у Європі та Африці (2016—2017) |
| 39 | адмірал Вільям Морран (нар. 1958)                                     |      | 31 травня 2016      | 10 червня 2019         | |
| 40 | адмірал Роберт Берк (нар. 1962)                                       |      | 10 червня 2019      | 29 травня 2020         | Командувач Об'єднаного командування ОЗС НАТО Неаполь (2020—2022), ВМС США у Європі та Африці (2020—2022) |
| 41 | адмірал Вільям Лешер (нар. 1958)                                      |      | 29 травня 2020      | 2 вересня 2022         | |
| 42 | адмірал Ліза Франчетті (25 квітня 1964)                               |      | 2 вересня 2022      | 2 листопада 2023       | |
| 43 | адмірал Джеймс Кілбі (1963)                                           |      | 5 січня 2024        | поточний               | |